# Mesoleptus taeniolatus
Mesoleptus taeniolatus är en stekelart som först beskrevs av Forster 1876.  Mesoleptus taeniolatus ingår i släktet Mesoleptus och familjen brokparasitsteklar. Inga underarter finns listade i Catalogue of Life.